# اندرو گولدبرگ (کارگردان)
اندرو گولدبرگ (انگلیسی: Andrew Goldberg؛ زادهٔ ۲۶ ژوئن ۱۹۶۸) تهیه‌کننده و فیلم‌نامه‌نویس اهل ایالات متحده آمریکا است. وی از سال ۲۰۰۱ میلادی تاکنون مشغول فعالیت بوده‌است.

## فیلمشناسی
- نسل‌کشی ارمنی‌ها (۲۰۰۶)